# El regne de les dones
El regne de les dones (títol original en rus, Бабье царство, Babie tsarstvo) és una novel·la breu d'Anton Txékhov de 1894.
La història es va publicar per primera vegada a la revista russa Pensament rus (Русская мысль) del 27 de gener de 1894 com un conte de Nadal. Dividit en quatre capítols, Txèkhov descriu vint-i-quatre hores en la vida de l'Anna Akímovna, una rica hereva d'origen humil que es troba en plena joventut i que pateix per no estar casada.
Durant la vida de Txèkhov, la història es va traduir a l'alemany, l'hongarès i el serbocroata.

## Creació
L'historiador literari P.S. Popov creia que la història es va escriure a partir dels records de l'autor sobre la vida dels treballadors de la fàbrica que va veure a la ciutat de Voskressensk el 1883-1887. La propietària de la fàbrica de teles Ivanovo, Anna Sergeevna Tsurikova, després de la mort del seu marit Pavel Grigorievich Tsurikov, es va convertir en la propietària de la fàbrica. Anna Sergeevna es dedicava a activitats benèfiques i era fideïcomissaria de l'escola on treballava el germà d'Anton Txèkhov, Ivan. Els dies de festa, Anna Sergeevna rebia el clergat local, el cor de l'església, treballadors de la fàbrica, etc. Txèkhov coneixia el mestre S. V. Solovyov, que vivia a la fàbrica, i el va visitar.
Dels esborranys de l'obra de Txèkhov, queda clar que la història implicava en un principi una elaboració més gran. La història havia de durar més d'un dia. L'autor havia inventat el personatge de Sliva, amiga de l'Anna Akímova. Però aquest personatge no es troba en la història impresa i les línies argumentals sobre les relacions de la Sliva amb en Lisèvitx i el lacai Míxenca tampoc no es van desenvolupar.

## Argument

### La vigília
L'Anna Akímovna, de 25 anys, és l'hereva d'una fàbrica metal·lúrgica de més de 1.800 treballadors creada pel seu oncle Ivan Ivànitx. Amb la mort d'aquest, el seu pare, Akim Ivànitx, que havia estat un simple treballador a la mateixa fàbrica, va passar a dirigir-la i després d'ell, l'Anna en va esdevenir la propietària.
La història comença la vigília de Nadal, mentre l'Anna Akímovna escriu notes i gestiona la documentació de la fàbrica. De la datxa del bosc acaba de rebre de l'encarregat del magatzem un feix de 1.500 rubles guanyats en un plet. Avergonyida per la victòria judicial, recorda la seva procedència humil i el seu pare soldant a casa seva, en un dels barris obrers. L'Anna creu que quan vivia el seu pare hi havia més ordre a la fàbrica perquè n'havia estat treballador i sabia el que es necessitava. L'Anna però, no entén el seu negoci i de fet, tampoc li agrada i preferiria tenir una vida senzilla, casada i amb fills. Conscient de les mancances dels treballadors, i més en plenes festes de Nadal, agafa a l'atzar una de les cartes que els seus empleats li envien i decideix donar-li a l'afortunat els 1.500 rubles com a regal de Nadal.
Així, agafa el trineu de cavalls i es dirigeix a casa de Vasili Nikítx Txàlikov, un secretari provincial sense feina i malalt, amb una dona tísica i cinc filles petites. Tanmateix, després de conèixer en Txàlikov, que fa pudor a vodka i l'afalaga excessivament, l'Anna decideix donar-li només 25 rubles i dos bitllets vermells més (dos de deu rubles). És llavors quan coneix en Pímenov que és hoste dels Txàlikov. L'Anna ja el tenia vist de la fàbrica i el reconeix com un dels seus capatassos. En veure en Pímenov, que treballa a la seva fàbrica des dels 9 anys, l'Anna s'adona que donar diners als Txàlikov ha estat inútil. Sap que marit i muller es gastaran els diners en beguda. En canvi, a en Pímenov sí que li donaria els 1.500 rubles.

### El matí
El matí del Nadal, l'Anna baixa al pis de sota per saludar al servei de la casa i felicitar-los el Nadal. En un ambient festiu, amenitzat amb cants i plats apetitosos, l'Anna va rebent les visites que arriben per felicitar-la i mostrar-li el seu respecte: el capellà amb el diaca de l'hospici i de l'hospital dels obrers, el sagristà, les infermeres de la Creu Roja, els nens de l'orfenat, els alumnes de l'escola de la qual és benefactora, el doctor, etc. També alguns empleats de la fàbrica venen a felicitar-la, entre les quals hi ha en Pímenov.
Mentre puja i baixa les escales de casa seva i rep els convidats, l'Anna reflexiona sobre el futur que l'espera i les dificultats de trobar un bon marit. L'Anna és conscient que els seus treballadors es comporten amb més desimboltura davant la seva tia que davant d'ella, a qui veuen com una noia estranya educada per institutrius i delicada. Tampoc no se sent còmoda amb els del pis de dalt, a la part noble, on rep els membres de l'alta societat de la província, amb qui li toca alternar ara que és rica, però que sap que la menyspreen pel seu origen. El destí mateix l'ha portat d'un ambient obrer, en què recorda sentir-s'hi còmoda i a gust, a les sumptuoses dependències en què ara viu i on se sent sola i infeliç. Recorda el seu pare i pensa que, si hagués viscut més temps, segurament l'hauria deixat casar-se amb una persona senzilla, com, per exemple, en Pímenov. De fet, potser fins i tot li hauria ordenat que es casés amb en Pímenov. I està segura que en aquest cas, la fàbrica estaria llavors en millors mans.

### El dinar
Els últims d'arribar de visita són el conseller d'Estat Krilin i el famós advocat Lisèvitx. El pare de l'Anna, Akim Ivànitx, li havia ofert a Lisèvitx la plaça d'advocat de la fàbrica per un sou de 12.000 rubles. L'Anna sabia que no hi feia res de bo a la fàbrica i que, a més, amb en Nazàritx, s'embutxacaven 15.000 rubles cada cop que es venia fusta dels boscos de la seva propietat. Però les seves visites li agradaven i s'hi havia acostumat.
Així, es van seure a taula per dinar un àpat copiós amb entrants sumptuosos i diversos plats de festa. Entre plat i plat, Lisèvitx li comenta a l'Anna Akímovna les novetats literàries com Turguénev i Maupassant. Segons les seves paraules, adora Turguénev, el rapsoda de l'amor virginal i ara està segur que estima l'Anna d'una manera platònica i ideal. També insta a l'Anna a abandonar-se a la depravació i el llibertinatge tal com una dona de fin de siècle, rica i intel·ligent ha de fer.
Tanmateix, l'Anna no hi està d'acord amb aquesta concepció de l'amor i reconeix que, en ser responsable d'una fàbrica, prefereix un amor més tradicional, amb matrimoni i fills, fins i tot, un matrimoni amb un treballador com en Pímenov. L'Anna Akímovna se sent feliç i exultant per la visita. Així, quan en Lisèvitx li insinua que no li ha fet cap regal de festes, recorda els 1.500 rubles del plet i els hi acaba donant.

### Vespre
El vespre l'Anna seu a la taula del menjador a sopar amb la seva tia i la resta de dones de la casa que ja s'havien estat atipant des del matí. Totes parlen de com n'és de difícil casar-se en aquesta època i, mentre juguen als reis, li proposen a l'Anna diversos homes amb els que es podria casar: nobles, comerciants i fins i tot, treballadors de la fàbrica, entre els quals en Pímenov. Entre bromes i jocs, l'Anna accepta davant la resta de dones que acabaria casant-se amb en Pímenov.
Tanmateix, quan ja torna al seu dormitori, el lacai Míxenka riu de la broma d'en Pímenov i li diu que no se l'imagina en un dinar amb en Lisèvitx i en Krilin ja que no sap ni agafar la forquilla. Per primera vegada del dia, l'Anna s'adona amb claredat que tot el que havia dit i pensat sobre en Pímenov i sobre el matrimoni amb un treballador senzill era absurd i estúpid. Encara que els somnis sobre en Pímenov eren honestos, va sentir que en Lisèvitx, i fins i tot en Krilin, li eren més propers que no pas en Pímenov.

## Personatges
- Anna Akímovna, l'hereva i propietària de la fàbrica de 25 anys.
- Vasili Nikítx Txàlikov, un secretari provincial, sense feina i malalt, amb una dona tísica i cinc filles petites
- Óssip Ílitx Pímenov, un dels capatassos de la fàbrica, d'uns trenta anys, bru, corpulent i ben fornit
- Víctor Nikolaièvitx Lisèvitx, l'advocat de la fàbrica de 42 anys, ros, alt i ben plantat
- Tatiana Ivànovna, la tia de l'Anna
- Nazàritx, el director de la fàbrica
- Maixa, la criada pèl-roja de l'Anna
- Míxenca, el lacai de la casa de l'Anna

## Adaptacions
El 1967 es va rodar la pel·lícula "El regne de les dones" basada en la història homònima de Txékhov i dirigida per Alekseï Saltikov.

## Edicions en català
- El regne de les dones, traduït del rus per Juan Gabriel Saiz i publicat el 2019 per Viena Edicions en la seva col·lecció «Petits Plaers de Viena». ISBN 978-84-949906-5-6